# Clavatisporella musicola
Clavatisporella musicola är en svampart som beskrevs av K.D. Hyde 1995. Clavatisporella musicola ingår i släktet Clavatisporella och familjen Hyponectriaceae.   Inga underarter finns listade i Catalogue of Life.